# ぶらっでぃー・まりー
『ぶらっでぃ・まりー』は、高瀬綾による日本の漫画作品。

## 概要
『なかよし』（講談社）において、1989年8月号から同年11月号まで連載された。

## あらすじ
女子生徒の間で幽霊が出たという噂が流れる。しかし主人公の麻里は、それよりも将来結婚することを妄想するほどの相手・小早川先生と話したことに浮かれていた。そんな麻里の目の前に、植木鉢が落下する。直前に沖隅 高志が声をかけたことにより、直撃を免れたのだった。麻里は高志を命の恩人と感謝したが、話しているところを小早川先生に誤解され、生涯の宿敵と認識を改める。夏休みになり、小早川先生が気分転換のために行ったヨーロッパツアーで行方不明になり、麻里は本気で心配する。

## 登場人物
阿部 麻里（あべ まり）
主人公。小早川先生に好意がある。珍しい血液型で、そのことを気にしている。クラスは3年D組。
小早川 柾（こばやかわ まさき）
3年D組の担任。担当教科は美術で、名の知れた画家でもある。夏でも厚着をしている。
沖隅 高志（おきすみ たかし）
クラスはG組。麻里から生涯の宿敵だと思われている。
速水 逸美（はやみ いつみ）
麻里の友達。小早川先生の親戚。

## 同時収録作品
おとぎばなしの5月
『なかよし』1989年5月号掲載。
シネマ・ロマンス

## 書誌情報
- 高瀬綾『ぶらっでぃ・まりー』講談社〈講談社コミックスなかよし〉、1990年2月6日発行[1]、全1巻、ISBN 4-06-178653-9
  - 読切「おとぎばなしの5月」「シネマ・ロマンス」併録。